# Benigno Aquino junior

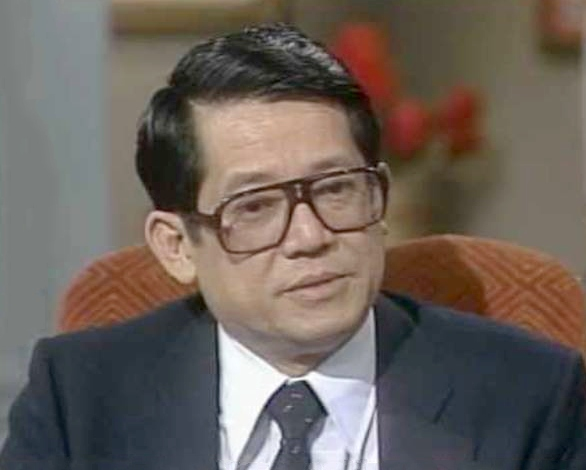
Benigno „Ninoy“ Aquino, Jr.

Benigno Simeon „Ninoy“ Aquino junior (* 27. November 1932 in Concepcion, Provinz Tarlac; † 21. August 1983 in Manila, Philippinen) war ein philippinischer Politiker.

## Leben
Mit 17 Jahren war Benigno Aquino der jüngste Reporter, der über den Koreakrieg berichtete. Er studierte freie Künste an der Ateneo de Manila Universität und begann danach ein Jurastudium an der Universität der Philippinen, das er jedoch abbrach, um sich auf seine politische Karriere zu konzentrieren. Im Alter von 21 Jahren war er ein wichtiger Mitarbeiter des damaligen Verteidigungsministers Ramon Magsaysay. Als Magsaysay schließlich Präsident wurde, schickte ihn dieser als persönlichen Gesandten zum Hukbalahap-Führer Luis Taruc. Aquino erreichte nach vier Monaten Verhandlung die bedingungslose Kapitulation von Taruc.
1954 heiratete Ninoy Aquino die gleichaltrige Corazon Cojuangco, und ein Jahr später wurde er mit nur 22 Jahren zum Bürgermeister seiner Heimatstadt gewählt.

## Politische Karriere
Im Alter von 27 Jahren wurde Aquino Vize-Gouverneur und nur zwei Jahre später Gouverneur seiner Provinz Tarlac. 1966 bekam er das Amt des Generalsekretärs der oppositionellen Liberal Party, und im Jahre 1967 wurde er dann mit nur 34 Jahren zum jüngsten Senator der philippinischen Geschichte gewählt. Aufgrund seines schnellen Aufstiegs und seiner Popularität sah ihn Ferdinand Marcos als Rivalen an, auch weil er einer seiner größten Kritiker war.

## Haft und Exil
Als Marcos im Jahre 1972 das Kriegsrecht ausrief, wurde Aquino inhaftiert und vor ein Militärgericht gestellt. 1975 trat er in einen 40-tägigen Hungerstreik. 1977 verurteilte ihn ein Militärtribunal zum Tode, jedoch wurde das Urteil nicht vollstreckt.

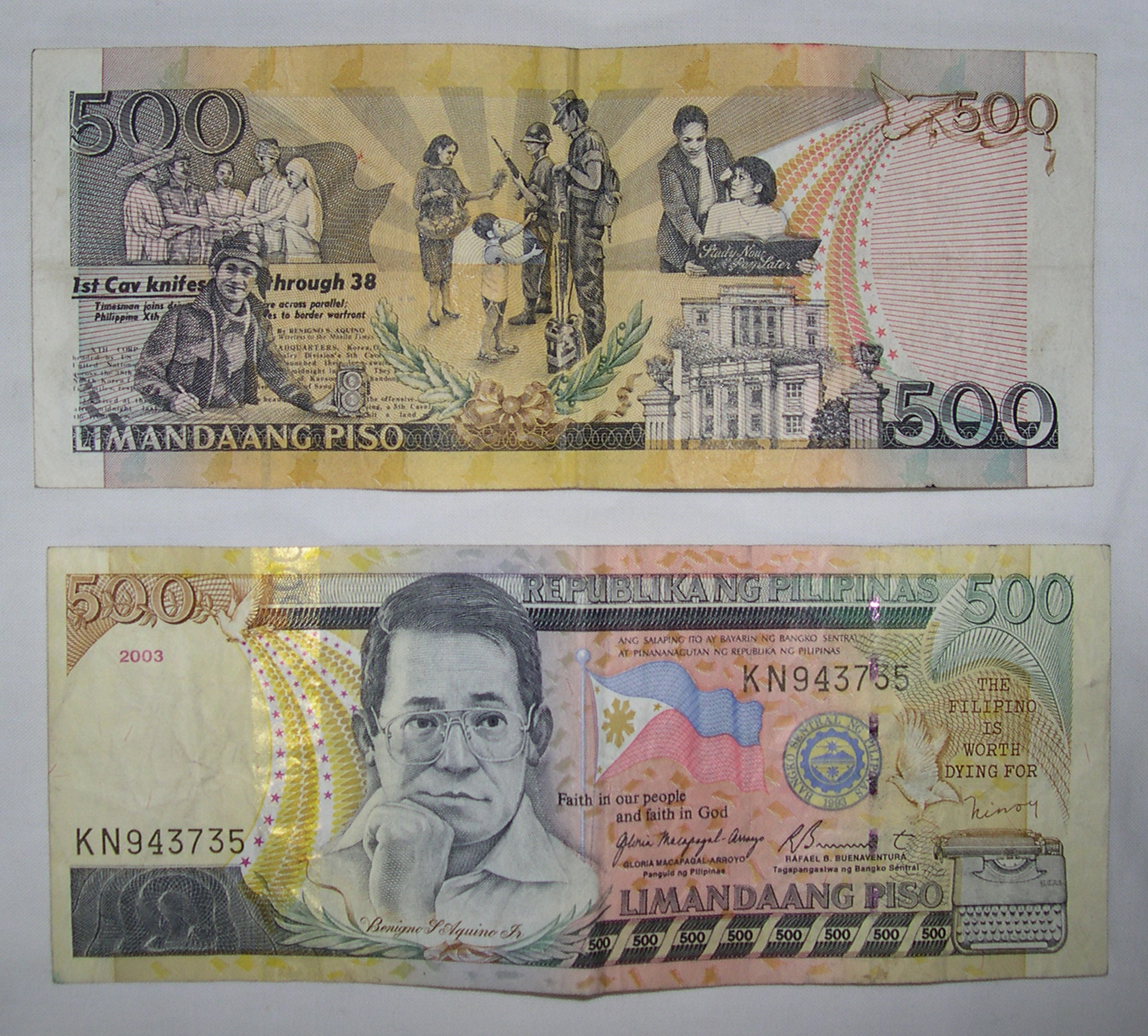
Ninoy Aquino auf der 500-Peso-Note

1980 bekam er seinen ersten Herzinfarkt und durfte deswegen in Begleitung seiner Frau zur medizinischen Behandlung in die USA ausreisen. Nach seiner Genesung setzte er seine politische Arbeit als Oppositionsführer im Exil fort und blieb bis Mitte 1983 in den USA, bevor er schließlich auf seinen eigenen Wunsch hin im August 1983 auf die Philippinen zurückkehrte.

## Rückkehr auf die Philippinen und Ermordung
Ferdinand Marcos war zu jener Zeit erkrankt und Aquino ging davon aus, dass dies zu dessen baldigem Tode führen würde. Er fürchtete, dass Chaos oder gar ein Bürgerkrieg im Land ausbrechen würden, sofern nach Marcos’ Tod keine starke Persönlichkeit in der Opposition im Land bereitstand. Warnungen von Imelda Marcos, dem Land fernzubleiben, ignorierte er. Unter dem falschen Namen Marcial Bonifacio reiste er am 21. August 1983 in sein Land zurück und wurde am Flughafen Manila, der heute seinen Namen trägt, beim Verlassen des Flugzeuges auf der Landebahn durch Schüsse in den Kopf ermordet.
Lange Zeit galt der ebenfalls durch Schüsse, nur Sekunden nach Aquinos Ermordung getötete philippinische Soldat Rolando Galman als Attentäter. Aus dem Umfeld des Marcos-Regimes Militär wurden mehrere Theorien lanciert um das Attentat zu erklären: Galman wurde als kommunistischer Attentäter, der das Unrecht rächen sollte, das Aquino der NPA angetan hatte, und der nur zufällig das Marcos-Regime in Verlegenheit brachte porträtiert. Andere Darstellungen sahen ihn als Auftragsmörder, der von den Familien von Aquinos eigenen Opfern angeheuert wurde, als Gangster aus der Provinz, der aus dem Gefängnis entlassen wurde, um die Befehle seines Auftraggebers auszuführen oder als Auftragsmörder im Dienste von CIA-Verschwörern, die darauf aus waren, die Marcos-Regierung zu diskreditieren und zu stürzen.
Eine von Marcos eingesetzte fünfköpfige Untersuchungs-Kommission unter der Führung der pensionierten Sozialrichterin Corazon Juliano-Agrava, die sogenannte Agrava-Kommission, kam nach 125 Befragungen von insgesamt 194 Zeugen und 20.377 Seiten Protokollen zu dem Schluss, das sich mehrere Militäroffiziere, darunter der damalige Stabschef der Streitkräfte Fabian Ver, verschworen haben, um Aquino zu töten. Das Gericht schloss sich dieser Theorie jedoch nicht an, sprach alle Beschuldigten am 2. Dezember 1985 frei und benannte Galman als den Täter.
Nach der EDSA-Revolution wurde das Urteil jedoch von dem philippinischen Verfassungsgericht annulliert. In einem neuen Prozess wurden mehrere Offiziere und auch Fabian Ver, angelehnt an die Agrava-Kommission, im September 1990 verurteilt. Gleichzeitig wurde der Soldat Rogelio Moreno der Ausführung überführt. Ver hatte jedoch während der Revolution die Philippinen verlassen und konnte nicht verurteilt werden. Er starb 1998 im Exil in Thailand.
Durch seine Ermordung wurde Aquino vor allem für die People’s-Power-Bewegung zum Märtyrer. Zwei Millionen Menschen nahmen an seinem Begräbnis teil. Eine Massenbewegung gegen das Marcos-Regime entstand. Seine Witwe Corazon Aquino (1933–2009) wurde zur Leitfigur dieser Bewegung, die schließlich in die EDSA-Revolution im Februar 1986 mündete. Corazon Aquino wurde 1986 nach vorzeitigen Neuwahlen, einer darauf folgenden Meuterei durch Teile des Militärs und Massendemonstrationen zur Präsidentin der Philippinen.
Benigno und Corazon Aquino waren Eltern von insgesamt fünf Kindern, der vier Töchter Maria Elena Aquino Cruz, Aurora Corazon Abellada, Victoria Eliza Aquino Dee und Kristina Bernadette Aquino Yap und des einzigen Sohns Benigno Simeon III „Noynoy“ Aquino. Schon während einer früheren Inhaftierung hatte Ninoy seinem Sohn in einem Brief geschrieben: „Sohn, der Ball ist nun in deinen Händen“. Noynoy Aquino war frühzeitig ebenfalls politisch aktiv, ab 2007 Senator und wurde bei der Präsidentschaftswahl im Mai 2010 zum 15. Präsidenten der Philippinen gewählt.
Zu Ehren von Ninoy Aquino trägt die Stadt Sen. Ninoy Aquino seinen Namen, und der internationale Flughafen von Manila wurde am 17. August 1987 in Ninoy Aquino International Airport umbenannt. Außerdem ziert das Bildnis des Politikers die Vorderseite der philippinischen 500-Peso-Note und der 21. August ist seit 2004 offizieller Gedenktag „Ninoy Aquino Day“.